# Climent (novel·la)
Climent és una novel·la de l'escriptor Carles Fages de Climent publicada l'any 1933 per Llibreria Catalònia, bastida a partir d'elements biogràfics extrets de l'arxiu de la seva família. A través de les figures d'Enric Climent i Casadevall, i Enric Climent i Vidal, rebesavi i besavi de l'autor, i barrejant gèneres com l'assaig, la novel·la i la biografia, Fages presenta l'ordre de vida de les famílies terratinents del s. XIX, les lluites polítiques, les passions, l'exili, l'abús i la valentia i un principi de vitalitat sempre erigit com a criteri de conducta i llibertat personals, creant un ric fris històric del segle xix.
L'obra ha estat reeditada dos cops, el 1969 i el 2009. Aquesta darrera edició va encetar la nova etapa de la col·lecció "Josep Pla", que edita la Diputació de Girona i incorpora un postfaci de Pere Ignasi Fages i Mir fill de l'autor, on es revelen diversos materials que Carles Fages de Climent ignorava en el moment de redactar el llibre, i que donen una visió de perspectiva i complementen el mural d'aquesta nissaga empordanesa.